# 劉太真
劉太真（?—?），宣州人，唐朝詩人。
劉太真善于写文章，以蕭穎士为師。天宝十五载（756年），進士及第。大历年間，在淮南節度使陳少游属下担任掌書記。入朝为中書舍人、工部侍郎。興元元年（784年），担任河東宣慰賑給使，官至刑部侍郎。貞元四年（788年）九月、唐德宗召集群臣在曲江宴会，作詩助兴，宰相李泌让文人们唱和，劉太真、李紓被皇帝定为上等。转任礼部，掌管贡举，多任用大臣子弟。貞元五年（789年），因事牵连，贬为信州刺史，不久去世。

## 传記資料
- 《旧唐书》卷137 列传第87
- 《新唐书》卷203 列传第128 文艺下